# Lasówka zielonkawa
Lasówka zielonkawa (Leiothlypis celata) – gatunek małego ptaka z rodziny lasówek (Parulidae), zamieszkujący Amerykę Północną. Nie jest zagrożony.

## Systematyka
Wyróżniono cztery podgatunki L. celata:
- L. celata celata – środkowa Alaska do południowej Kanady.
- L. celata lutescens – zachodnia Kanada i zachodnie USA.
- L. celata orestera – zachodnio-środkowa Kanada i zachodnio-środkowe USA.
- L. celata sordida – południowa Kalifornia i północno-zachodni Meksyk.

## Morfologia
Długość ciała 11,5–14 cm. Wierzch ciała oliwkowozielony, spód oliwkowy z żółtym nalotem. Pokrywy podogonowe żółte. Zielonkawożółta brew. Cienka, przerywana, żółta obrączka oczna. Na piersi widoczne ciemnooliwkowe plamki. Pomarańczowa plama na wierzchu głowy (zwykle widoczna tylko wtedy, gdy ptak stroszy pióra). Zachodni podgatunek ma więcej żółtej barwy niż wschodni.

## Zasięg, środowisko
Otwarte lasy i zarośnięte zręby północnej i zachodniej części Ameryki Północnej, na południu w zachodnich górach, częściej spotykana na zachodzie. Zimę spędza wzdłuż obu wybrzeży od środkowej do południowo-środkowej części Ameryki Północnej oraz w północnej Ameryce Środkowej.

## Status
IUCN uznaje lasówkę zielonkawą za gatunek najmniejszej troski (LC, Least Concern) nieprzerwanie od 1988 (stan w 2020). Organizacja Partners in Flight szacuje liczebność populacji na 80 milionów dorosłych osobników.